# Успение Богородично (Куманичево)
„Успение Богородично“ (на гръцки: Κοιμήσεως της Θεοτόκου) е православна църква в костурското село Куманичево (Лития), Егейска Македония, Гърция, част от Костурската епархия.

## Описание
Църквата е главен храм на северната махала Долно Куманичево. Построена е в 1850 година. Има ценни възрожденски икони от същата година.
- Стенописи от храма, 1850 г.
- Свети Трифон, 1850 г.
- Свети Христофор
- Света Варвара и Света Неделя
- Свети Георги Янински

- Икони от храма
- Свети Георги Янински
- Светите Трима йерарси, 1850 г.
- Свети Мина, XIX век